# Викторович, Владимир Александрович
Владимир Александрович Викторо́вич (род. 6 марта 1950, Горький, СССР) — советский и российский учёный филолог и литературовед, журналист, педагог высшей школы, доктор филологических наук, профессор, заведующий кафедрой литературы Коломенского государственного педагогического института. 
Один из крупнейших российских литературоведов. Автор работ о творчестве Пушкина, Достоевского и других писателей. Участник изданий академического Полного собрания сочинений и Летописи жизни и творчества Ф. М. Достоевского; словаря-справочника «Достоевский: Эстетика и поэтика» (1997).

## Биография

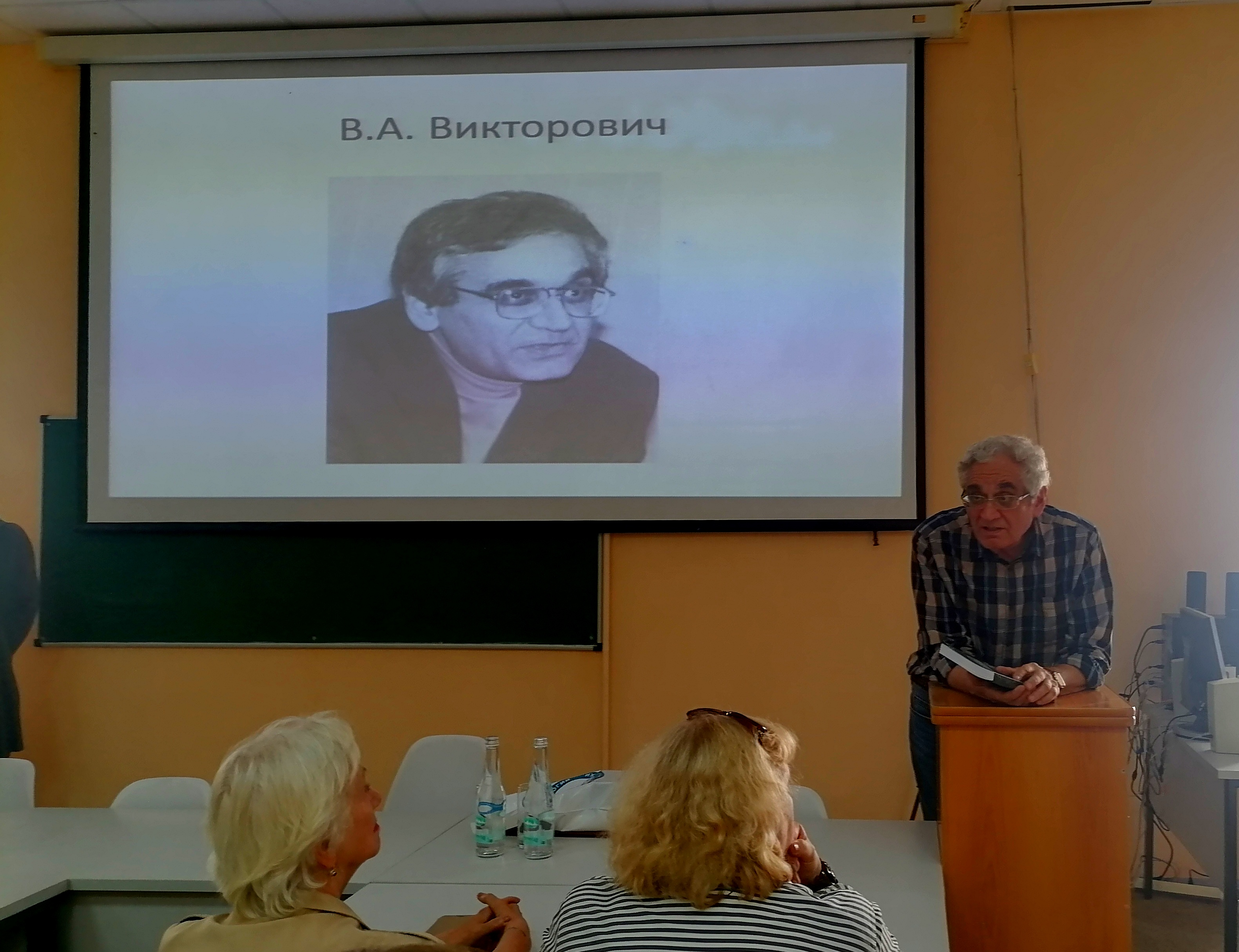
В. А. Викторович на открытии конференции Болдинские чтения. ННГУ, 2024

Родился в городе Горький (ныне — Нижний Новгород) в семье служащих. Литературой увлёкся в старших классах школы.
В 1972 году окончил историко-филологический факультет Горьковского государственного университета. Ученик Г. В. Краснова, о своём наставнике впоследствии издал мемориальный сборник
С 1972 по 1979 год работал журналистом горьковской областной молодёжной газеты «Ленинская смена».
В 1978 году защитил диссертацию на соискание учёной степени кандидата
филологических наук на тему «Проблема повествования в творчестве Ф. М. Достоевского 60-х годов : „Преступление и наказание“, „Идиот“».
В 1979 году переехал вслед за своим научным руководителем в город Коломна. Начал работать на кафедре литературы Коломенского пединститута (ныне — Государственный социально-гуманитарный университет, ГСГУ). Вёл научные исследования по истории русской литературы, критики и журналистики. В основном занимался его изучением жизни и творчества Ф. М. Достоевского. Собрал и опубликовал также материалы о Н. А. Некрасове и Н. А.
Добролюбове. Около двадцати лет возглавлял кафедру русского языка и литературы ГСГУ, затем — профессор этой кафедры.
В 1994 году защитил диссертацию на соискание учёной степени доктор филологических наук на тему «Творчество Ф. М. Достоевского и русская литература XIX в. (Проблема генезиса»)
В 2003 году возглавил научные экспедиции и волонтёрскую деятельность в усадьбе Достоевских Даровое, ныне — Зарайского района Московской области., является председателем правления НП «Заповедное Даровое» и вице-президентом Российского общества Достоевского.

## Награды
Национальная премия «Культурное наследие» (2008),
Премия А. П. Чехова «Служение общему благу» (2015).
Премия «Наше подмосковье» 2-й степени (2017)
Благодарственное письмо Президента Российской Федерации (2022)
Международный орден «Звезда Достоевского» (2022)